# Justícia poètica
Justícia poètica (títol original: Poetic Justice) és una pel·lícula estatunidenca de John Singleton estrenada l'any 1993. Ha estat doblada al català.

## Argument
Després d'haver assistit a l'homicidi del seu xicot, Justice decideix tallar els ponts amb els seus antics amics, abandonar els seus estudis i fer de perruquera, tot component els seus poemes.
Un dia amb la seva amiga, acompanya el xicot d'aquesta, Chicago, carter i el seu col·lega Lucky, que té un nen, a cercar una tramesa.

## Repartiment
- Janet Jackson: Justice
- Tupac Shakur: Lucky
- Regina King: Iesha
- Khandi Alexander: Simone
- Joe Torry: Chicago

## Nominacions
- El film va ser nominat als Oscars a la millor música o cançó original (per Again) i va ser igualment nominat als Razzie Awards 1993 en dues categories: pitjor nova estrella i pitjor actriu per Janet Jackson. Assolirà la de pitjor nova estrella.
- Nominada al Globus d'Or a la millor cançó original 1993